# Notocheiridae
Los Notocheiridae (notoqueiridos) es una familia de peces marinos incluida en el orden Atheriniformes. Es un grupo pequeño que se distribuye por Sudáfrica, India, Japón, Australia, Hawái y Chile.
Son peces diminutos de menos de 5 cm que suelen encontrarse entre la espuma de las olas rompientes. Los dientes de la mandíbula superior están confinados en una porción del premaxilar; pelvis con un espolón lateral que se extiende entre las costillas pleurales casi hasta la columna vertebral.

## Géneros y especies
Existen sólo seis especies agrupadas en dos géneros:
- Género Iso (Jordan y Starks, 1901)
  - Iso flosmaris (Jordan y Starks, 1901)
  - Iso hawaiiensis (Gosline, 1952)
  - Iso natalensis (Regan, 1919)
  - Iso nesiotes (Saeed, Ivantsoff y Crowley, 1993)
  - Iso rhothophilus (Ogilby, 1895)
- Género Notocheirus (Clark, 1937)
  - Notocheirus hubbsi (Clark, 1937) - Sardina de la espuma del oleaje.

El género Iso también es clasificado en propia familia, Isonidae.